# Chiesa Ave Gratia Plena (Faicchio)
La chiesa Ave Gratia Plena è una architettura religiosa sita nel comune di Faicchio, alla contrada Casali.
La chiesa è la Parrocchia delle contrade Casali, Caldaie e Macchia.

## Storia
Gli atti delle visite pastorali citano una Chiesa dell'Annunziata nel 1596, posta però in un altro luogo.
L'attuale chiesa venne edificata nel 1737, forse ampliando una strutta religiosa preesistente a quella data. Negli anni successivi subì altri ampliamenti che le hanno conferito l'attuale conformazione.
La chiesa sorge a non molta distanza dalle decadute chiese di San Lorenzo e San Martino.
A seguito del terremoto del 1980 la chiesa venne dichiarata inagibile e riaprì al culto solo nel 1991.
Un ultimo intervento di restauro è stato eseguito tra il 2017 e il 2020, la chiesa è stata riaperta al culto il 18 settembre 2020.